# Список військових літаків США, що перебувають на службі
Список військових літаків США, що перебувають на службі — перелік військових літальних апаратів, що перебувають на озброєнні в Збройних силах Сполучених Штатів Америки за станом на 2025 рік.

## Перелік літаків, що перебувають на службі

### Повітряні сили США

#### Літаки
| №  | Назва                     | Фото | Компанія-розробник    | Країна виробництва | Роль                                                                               | Надійшов на озброєння | К-сть, що перебуває на озброєнні | Прим.                                                                                        |
| -- | ------------------------- | ---- | --------------------- | ------------------ | ---------------------------------------------------------------------------------- | --------------------- | -------------------------------- | -------------------------------------------------------------------------------------------- |
| 1  | A-10C Thunderbolt II      |      | Fairchild Republic    | США                | штурмовик                                                                          | 1977                  | 261                              |                                                                                              |
| 2  | AC-130J Ghostrider        |      | Lockheed              | США                | ганшип                                                                             | 2017                  | 31                               |                                                                                              |
| 3  | B-1B Lancer               |      | Rockwell              | США                | стратегічний бомбардувальник                                                       | 1986                  | 45                               | Єдиний тип надзвукового бомбардувальника, що перебуває на озброєнні американських ПС         |
| 4  | B-2A Spirit               |      | Northrop Grumman      | США                | стратегічний бомбардувальник                                                       | 1997                  | 19                               | Заплановано залишити в експлуатації до 2032 року                                             |
| 5  | B-21 Raider               |      | Northrop Grumman      | США                | стратегічний бомбардувальник                                                       |                       | 3                                |                                                                                              |
| 6  | B-52H Stratofortress      |      | Boeing                | США                | стратегічний бомбардувальник                                                       | 1961                  | 76                               | Заплановано залишити в експлуатації до 2050 року з подальшим продовженням                    |
| 7  | C-5M Super Galaxy         |      | Lockheed              | США                | військово-транспортний літак                                                       | 1970                  | 52                               |                                                                                              |
| 8  | C-12C «Гурон»             |      | Beechcraft            | США                | військово-транспортний літак/літак бізнес-класу                                    | 1974                  | 13                               |                                                                                              |
| 9  | C-12D «Гурон»             |      | Beechcraft            | США                | військово-транспортний літак/літак бізнес-класу                                    | 1974                  | 6                                |                                                                                              |
| 10 | C-12J «Гурон»             |      | Beechcraft            | США                | військово-транспортний літак/літак бізнес-класу/літак медичної евакуації           | 1974                  | 4                                | використовується для транспортування на театрі дій та медичної евакуації на великі дальності |
| 11 | MC-12W «Ліберті»          |      | Beechcraft            | США                | розвідувальний літак/літак спостереження                                           | 2009                  | 13                               | версія літака за проєктом ISTAR                                                              |
| 12 | C-17A «Глобмастер ІІІ»    |      | Boeing                | США                | військово-транспортний літак                                                       | 1995                  | 222                              |                                                                                              |
| 13 | C-20H                     |      | Gulfstream Aerospace  | США                | військово-транспортний літак/літак бізнес-класу                                    | 1983                  | 1                                |                                                                                              |
| 14 | C-21A                     |      | Learjet               | США                | пасажирський літак                                                                 | 1985                  | 18                               |                                                                                              |
| 15 | RC-26B «Метролайнер»      |      | Fairchild Aircraft    | США                | розвідувальний літак/літак спостереження                                           | 1989                  | 11                               |                                                                                              |
| 16 | C-32A                     |      | Boeing                | США                | пасажирський літак/літак VIP-класу                                                 | 1998                  | 4                                |                                                                                              |
| 17 | C-32B                     |      | Boeing                | США                | пасажирський літак/літак VIP-класу                                                 | 1998                  | 2                                |                                                                                              |
| 18 | C-37A                     |      | Gulfstream Aerospace  | США                | пасажирський літак/літак VIP-класу                                                 | 1998                  | 9                                |                                                                                              |
| 19 | C-37B                     |      | Gulfstream Aerospace  | США                | пасажирський літак/літак VIP-класу                                                 | 1998                  | 3                                |                                                                                              |
| 20 | C-40B                     |      | Boeing                | США                | пасажирський літак/літак VIP-класу                                                 | 2001                  | 4                                |                                                                                              |
| 21 | C-40C                     |      | Boeing                | США                | пасажирський літак/літак VIP-класу                                                 | 2001                  | 7                                |                                                                                              |
| 22 | C-130H «Геркулес»         |      | Lockheed Martin       | США                | військово-транспортний літак                                                       | 1974                  | 126                              | усі C-130H перебувають у формуваннях Національної гвардії та Резерву ПС                      |
| 23 | C-130J «Супер Геркулес»   |      | Lockheed Martin       | США                | військово-транспортний літак                                                       | 1996                  | 186                              |                                                                                              |
| 24 | CN-235                    |      | CASA                  | Іспанія            | військово-транспортний літак                                                       | 1988                  | 5                                |                                                                                              |
| 25 | C-146A «Волфгаунд»        |      | Fairchild-Dornier     | Німеччина          | військово-транспортний літак                                                       | 2011                  | 20                               |                                                                                              |
|    | C-147A                    |      | De Havilland Canada   | Канада             | військово-транспортний літак                                                       |                       |                                  |                                                                                              |
| 26 | E-3B «Сентрі»             |      | Boeing                | США                | стратегічний літак дальнього радіолокаційного виявлення/Повітряний командний пункт | 1977                  | 11                               |                                                                                              |
| 27 | E-3C «Сентрі»             |      | Boeing                | США                | стратегічний літак дальнього радіолокаційного виявлення/Повітряний командний пункт | 1977                  | 3                                |                                                                                              |
| 28 | E-3G «Сентрі»             |      | Boeing                | США                | стратегічний літак дальнього радіолокаційного виявлення/Повітряний командний пункт | 1977                  | 17                               | замінюватимуться на E-7 «Віджтейл»                                                           |
| 29 | E-4B «Найтвотч»           |      | Boeing                | США                | стратегічний повітряний командний центр                                            | 1973                  | 4                                | призначений для вищого політичного та військового керівництва США на випадок ядерної війни   |
| 30 | E-9A «Віджет»             |      | De Havilland Canada   | Канада             | стратегічний повітряний командний центр                                            | 1988                  | 2                                |                                                                                              |
| 31 | E-8C «Джойнт STARS»       |      | Northrop Grumman      | США                | літак радіоелектронної розвідки                                                    | 1996                  | 16                               |                                                                                              |
| 32 | E-11A                     |      | Northrop Grumman      | США/ Канада        | літак зв'язку та контролю бойового простору                                        | 2005                  | 4                                |                                                                                              |
| 33 | EC-130H «Компас Колл»     |      | Lockheed Martin       | США                | літак радіоелектронної боротьби                                                    | 1982                  | 14                               |                                                                                              |
| 34 | EC-130E «Командо Соло»    |      | Lockheed Martin       | США                | літак радіоелектронної боротьби                                                    | 1978                  | 7                                | 3 x EC-130J, 4 x EC-130SJ                                                                    |
| 35 | F-15C «Ігл»               |      | McDonnell Douglas     | США                | винищувач                                                                          | 1976                  | 210                              |                                                                                              |
| 36 | F-15D «Ігл»               |      | McDonnell Douglas     | США                | винищувач                                                                          | 1976                  | 23                               |                                                                                              |
| 37 | F-15E «Страйк Ігл»        |      | McDonnell Douglas     | США                | винищувач                                                                          | 1988                  | 219                              |                                                                                              |
| 38 | F-16C «Файтінг Фалкон»    |      | General Dynamics      | США                | винищувач                                                                          | 1978                  | 764                              | Замінюється на F-35A                                                                         |
| 39 | F-16D «Файтінг Фалкон»    |      | General Dynamics      | США                | винищувач/навчально-тренувальний літак                                             | 1978                  | 147                              | Замінюється на F-35A                                                                         |
| 40 | QF-16A «Файтінг Фалкон»   |      | General Dynamics      | США                | безпілотний літак-мішень                                                           | 1978                  | 73                               |                                                                                              |
| 41 | F-22A «Раптор»            |      | Lockheed Martin       | США                | винищувач                                                                          | 2005                  | 183                              |                                                                                              |
| 42 | F-35A «Лайтнінг» II       |      | Lockheed Martin       | США                | винищувач                                                                          | 2016                  | 302                              |                                                                                              |
|    | F-117 «Найтхок»           |      | Lockheed Martin       | США                | винищувач                                                                          | 1983                  | 4                                |                                                                                              |
| 43 | HC-130H(N) «Кінг»         |      | Lockheed Corporation  | США                | пошуково-рятувальний літак                                                         | 1954                  | 4                                | замінюється на HC-130J                                                                       |
| 44 | HC-130P «Кінг»            |      | Lockheed Corporation  | США                | пошуково-рятувальний літак                                                         | 1954                  | 1                                | замінюється на HC-130J                                                                       |
| 45 | HC-130J «Кінг» II         |      | Lockheed Martin       | США                | пошуково-рятувальний літак                                                         |                       | 25                               |                                                                                              |
| 46 | KC-10A «Екстендер»        |      | McDonnell Douglas     | США                | літак-заправник                                                                    | 1981                  | 59                               |                                                                                              |
| 47 | KC-46 «Пегасус»           |      | Boeing                | США                | літак-заправник                                                                    | 2019                  | 16                               |                                                                                              |
| 49 | KC-135R/T «Стратотанкер»  |      | Boeing                | США                | літак-заправник                                                                    | 1957                  | 376                              |                                                                                              |
| 50 | LC-130H «Геркулес»        |      | Lockheed Martin       | США                | військово-транспортний літак на лижах                                              | 1954                  | 10                               |                                                                                              |
| 51 | MC-130H «Комбат Талон» II |      | Lockheed Martin       | США                | багатоцільовий літак ССО                                                           | 1966                  | 16                               |                                                                                              |
| 52 | MC-130J «Командос» II     |      | Lockheed Martin       | США                | багатоцільовий літак ССО                                                           |                       | 37                               |                                                                                              |
| 53 | OC-135B «Відкрите небо»   |      | Boeing                | США                | літак спостереження                                                                | 1993                  | 2                                | за проєктом Договору з відкритого неба                                                       |
| 54 | RC-135S «Кобра Болл»      |      | Boeing                | США                | розвідувальний літак                                                               | 1972                  | 3                                | ведення вимірювальної та позначальної (ідентифікаційної об'єктової) розвідки                 |
| 55 | RC-135U «Комбат Сент»     |      | Boeing                | США                | розвідувальний літак                                                               | 1972                  | 2                                | станції попередження про випромінювання та радіоелектронного придушення                      |
| 56 | RC-135V «Рівет Джойнт»    |      | Boeing                | США                | розвідувальний літак                                                               | 1972                  | 8                                | ведення РЕР                                                                                  |
| 57 | RC-135W «Рівет Джойнт»    |      | Boeing                | США                | розвідувальний літак                                                               | 1972                  | 9                                | ведення РЕР                                                                                  |
| 58 | TC-135W «Стратоліфтер»    |      | Boeing                | США                | навчально-тренувальний літак                                                       | 1972                  | 3                                |                                                                                              |
| 59 | NC-135W «Біг Сафарі»      |      | Boeing                | США                | розвідувальний літак тестувань та випробувань                                      | 1972                  | 1                                |                                                                                              |
| 60 | T-1A «Джейгок»            |      | Raytheon Technologies | США                | навчально-тренувальний літак                                                       | 1992                  | 178                              |                                                                                              |
| 61 | T-6A «Тексан» II          |      | Hawker Beechcraft     | США                | навчально-тренувальний літак                                                       | 2001                  | 442                              |                                                                                              |
| 62 | T-38A «Талон»             |      | Northrop Corporation  | США                | навчально-тренувальний літак                                                       | 1961                  | 53                               |                                                                                              |
| 63 | T-38B «Талон»             |      | Northrop Corporation  | США                | навчально-тренувальний літак                                                       | 1961                  | 6                                |                                                                                              |
| 64 | T-41D Mescalero           |      | Cessna                | США                | навчально-тренувальний літак                                                       | 1966                  | 4                                |                                                                                              |
| 65 | T-51A                     |      | Cessna                | США                | навчально-тренувальний літак                                                       | 1957                  | 3                                |                                                                                              |
| 66 | T-53A «Кадет» II          |      | Cirrus Aircraft       | США                | навчально-тренувальний літак                                                       | 1995                  | 24                               |                                                                                              |
| 67 | U-2S                      |      | Lockheed Corporation  | США                | стратегічний розвідувальний літак                                                  | 1957                  | 27                               |                                                                                              |
| 68 | TU-2S                     |      | Lockheed Corporation  | США                | навчальний розвідувальний літак                                                    | 1957                  | 4                                |                                                                                              |
| 69 | U-28A «Драко»             |      | Pilatus Aircraft      | Швейцарія          | багатоцільовий літак/літак ССО                                                     | 1991                  | 34                               |                                                                                              |
| 70 | U-27B                     |      | Cessna                | США                | багатоцільовий літак/літак ССО                                                     | 1984                  | 3                                |                                                                                              |
| 71 | VC-25A                    |      | Boeing                | США                | літак VIP-класу                                                                    | 1990                  | 2                                |                                                                                              |
| 72 | WC-130J «Геркулес»        |      | Lockheed Martin       | США                | літак метеорологічної розвідки                                                     | 1996                  | 10                               |                                                                                              |
| 73 | WC-135C «Констант Фенікс» |      | Boeing                | США                | літак спеціального призначення                                                     | 1993                  | 1                                | ведення розвідки атмосфери, у тому числі наслідків ядерних випробувань                       |
| 74 | WC-135W «Констант Фенікс» |      | Boeing                | США                | літак спеціального призначення                                                     | 1993                  | 1                                | ведення розвідки атмосфери, у тому числі наслідків ядерних випробувань                       |
| 75 | C-145A «Скайтрак»         |      | PZL Mielec            | Польща             | багатоцільовий літак скороченого злету та приземлення спеціального призначення     | 2007                  | 5                                |                                                                                              |
| 76 | UV-18B «Твін Оттер»       |      | De Havilland Canada   | Канада             | багатоцільовий літак скороченого злету та приземлення спеціального призначення     | 1988                  | 3                                |                                                                                              |

#### Вертольоти
| № | Назва             | Фото | Компанія-розробник | Країна виробництва | Роль                                           | Надійшов на озброєння | К-сть, що перебуває на озброєнні | Прим. |
| - | ----------------- | ---- | ------------------ | ------------------ | ---------------------------------------------- | --------------------- | -------------------------------- | ----- |
| 1 | HH-60G «Пейв Гок» |      | Sikorsky Aircraft  | США                | вертоліт бойових пошуково-рятувальних операції | 2016                  | 92                               |       |
| 2 | HH-60U «Пейв Гок» |      | Sikorsky Aircraft  | США                | вертоліт бойових пошуково-рятувальних операції | 2016                  | 3                                |       |
| 3 | UH-1N «Твін Г'юї» |      | Bell Helicopter    | США                | багатоцільовий вертоліт                        | 1969                  | 63                               |       |
| 4 | TH-1H «Ірокез»    |      | Bell Helicopter    | США                | навчальний вертоліт                            | 1959                  | 28                               |       |

#### Конвертоплани
| № | Назва           | Фото | Компанія-розробник  | Країна виробництва | Роль                                            | Надійшов на озброєння | К-сть, що перебуває на озброєнні | Прим. |
| - | --------------- | ---- | ------------------- | ------------------ | ----------------------------------------------- | --------------------- | -------------------------------- | ----- |
| 1 | CV-22B «Оспрей» |      | Bell Textron/Boeing | США                | конвертоплан вертикального злету та приземлення | 2006                  | 52                               |       |

#### БПЛА
| № | Назва              | Фото | Компанія-розробник | Країна виробництва | Роль                                                                 | Надійшов на озброєння | К-сть, що перебуває на озброєнні | Прим. |
| - | ------------------ | ---- | ------------------ | ------------------ | -------------------------------------------------------------------- | --------------------- | -------------------------------- | ----- |
| 1 | RQ-4B «Ґлобал Гок» |      | Northrop Grumman   | США                | стратегічний розвідувальний безпілотний літальний апарат             | 2001                  | 34                               |       |
| 2 | EQ-4B «Ґлобал Гок» |      | Northrop Grumman   | США                | стратегічний безпілотний літальний апарат контролю бойового простору | 2001                  | 3                                |       |
| 3 | MQ-9A «Ріпер»      |      | General Atomics    | США                | розвідувально-ударний БПЛА                                           | 2006                  | 251                              |       |
| 4 | RQ-170 «Сентінель» |      | Lockheed Martin    | США                | багатоцільовий розвідувальний БПЛА                                   | 2007                  | ?                                |       |
| 5 | RQ-20 «Пума»       |      | AeroVironment      | США                | легкий тактичний розвідувальний БПЛА                                 | 2008                  | >1000                            |       |

### Армія США

#### Літаки
| №  | Назва               | Фото | Компанія-розробник   | Країна виробництва | Роль                                                  | Надійшов на озброєння | К-сть, що перебуває на озброєнні | Прим.                           |
| -- | ------------------- | ---- | -------------------- | ------------------ | ----------------------------------------------------- | --------------------- | -------------------------------- | ------------------------------- |
| 1  | C-12J               |      | Beechcraft           | США                | військово-транспортний літак                          |                       | 3                                |                                 |
| 2  | C-12 «Гурон»        |      | Beechcraft           | США                | пасажирський/військово-транспортний літак             |                       | 93                               | варіанти C-12C, C-12D та C-12F  |
| 3  | C-41 «Авіокар»      |      | CASA                 | Іспанія            | пасажирський/військово-транспортний літак             |                       | 5                                |                                 |
| 4  | C-26E «Метролайнер» |      | Fairchild Aircraft   | США                | військово-транспортний літак                          |                       | 12                               |                                 |
| 5  | C-27J «Спартан»     |      | Alenia Aeronautica   | США/ Італія        | військово-транспортний літак                          |                       | 7                                |                                 |
| 6  | C-31A «Френдшип»    |      | Fokker               | Нідерланди         | військово-транспортний літак                          |                       | 2                                |                                 |
| 7  | C-20H               |      | Gulfstream Aerospace | США                | військово-транспортний літак/літак бізнес-класу       | 1983                  | 1                                |                                 |
| 8  | EO-5                |      | De Havilland Canada  | Канада             | літак радіоелектронної розвідки/літак спостереження   |                       | 10                               | 3 x EO-5C, 7 x RC-7             |
| 9  | RC-12 «Ґардрейл»    |      | Beechcraft           | США                | розвідувальний літак                                  |                       | 83                               | RC-12D, RC-12H та RC-12K        |
| 10 | UC-35               |      | Cessna               | США                | багатоцільовий літак                                  |                       | 27                               | 20 x UC-35A, 7 x UC-35B         |
| 11 | C-37                |      | Gulfstream Aerospace | США                | пасажирський літак/літак VIP-класу                    |                       | 3                                |                                 |
| 12 | DHC Dash-8-315      |      | De Havilland Canada  | США/ Канада        | літак спостереження                                   |                       | 6                                | версія літака за проєктом ISTAR |
| 13 | UV-18C «Твін Оттер» |      | De Havilland Canada  | Канада             | багатоцільовий літак скороченого злету та приземлення |                       | 3                                |                                 |
| 14 | CL-650              |      | De Havilland Canada  | Канада             | розвідувальний літак                                  | 2020                  | 2                                |                                 |

#### Вертольоти
| № | Назва             | Фото | Компанія-розробник               | Країна виробництва | Роль                           | Надійшов на озброєння | К-сть, що перебуває на озброєнні | Прим.                                                            |
| - | ----------------- | ---- | -------------------------------- | ------------------ | ------------------------------ | --------------------- | -------------------------------- | ---------------------------------------------------------------- |
| 1 | MH-6 «Літтл Берд» |      | MD Helicopters                   | США                | ударний вертоліт               | 1980                  | 47                               |                                                                  |
| 2 | AH-64 «Апач»      |      | Boeing Defense, Space & Security | США                | ударний вертоліт               | 1986                  | 792                              | варіанти AH-64D Apache Longbow та AH-64E Guardian                |
| 3 | CH-47 «Чінук»     |      | Boeing Defense, Space & Security | США                | десантно-транспортний вертоліт | 1962                  | 442                              | 394 x CH-47D, 48 x CH-47F; надходять нові 464 CH-47F             |
| 4 | EH-60A «Блек Гок» |      | Sikorsky Aircraft                | США                | вертоліт ведення РЕР           | 1979                  | 64                               |                                                                  |
| 5 | MH-47 «Чінук»     |      | Boeing Defense, Space & Security | США                | багатоцільовий вертоліт        | 1962                  | 61                               | 11 x MH-47D, 23 x MH-47E, 27 x MH-47G                            |
| 6 | MH-60 «Блек Гок»  |      | Sikorsky Aircraft                | США                | багатоцільовий вертоліт        |                       | 58                               | 23 x MH-60K, 35 x MH-60L                                         |
| 7 | TH-67 «Крік»      |      | Bell Helicopter                  | США                | навчальний вертоліт            |                       | 88                               |                                                                  |
| 8 | UH-60 «Блек Гок»  |      | Sikorsky Aircraft                | США                | багатоцільовий вертоліт        |                       | 1443                             | 751 x UH-60A, 592 x UH-60L, 100 x UH-60M; плануються 1227 UH-60M |
| 9 | UH-72A «Лакота»   |      | Airbus Helicopters               | США/ Німеччина     | багатоцільовий вертоліт        |                       | 341                              |                                                                  |

#### БПЛА
| № | Назва                    | Фото | Компанія-розробник | Країна виробництва | Роль                       | Надійшов на озброєння | К-сть, що перебуває на озброєнні | Прим.                  |
| - | ------------------------ | ---- | ------------------ | ------------------ | -------------------------- | --------------------- | -------------------------------- | ---------------------- |
| 1 | MQ-1C «Ґрей Ігл»         |      | General Atomics    | США                | розвідувально-ударний БПЛА | 2009                  | 75                               | 133 планується         |
| 2 | Prioria Robotics Maveric |      | Prioria            | США                | розвідувальний БПЛА        |                       | 36                               |                        |
| 3 | MMIST CQ-10 «Сновґус»    |      | MMIST              | Канада             | вантажний БПЛА             | 2005                  | 15                               | планується мати 49 од. |
| 4 | RQ-7B «Шедов»            |      | AAI Corporation    | США                | тактичний БПЛА             |                       | 450                              |                        |
| 5 | RQ-11 «Рейвен»           |      | AeroVironment      | США                | малий розвідувальний БПЛА  |                       |                                  |                        |
| 6 | «Світчблейд»             |      | AeroVironment      | США                | БПЛА-камікадзе             | 2012                  |                                  |                        |
| 7 | RQ-20 «Пума»             |      | AeroVironment      | США                | легкий патрульний БПЛА     |                       |                                  |                        |

### Військово-морські сили США

#### Літаки
| №  | Назва                    | Фото | Компанія-розробник   | Країна виробництва | Роль                                                                        | Надійшов на озброєння | К-сть, що перебуває на озброєнні | Прим.                                   |
| -- | ------------------------ | ---- | -------------------- | ------------------ | --------------------------------------------------------------------------- | --------------------- | -------------------------------- | --------------------------------------- |
| 1  | C-2A «Грейгаунд»         |      | Northrop Grumman     | США                | палубний літак перевезень                                                   | 1966                  | 33                               | триває заміна на 44 CMV-22 «Оспрей»     |
| 2  | C-20G                    |      | Gulfstream Aerospace | США                | військово-транспортний літак/літак бізнес-класу                             | 1983                  | 4                                |                                         |
| 3  | C-37A                    |      | Gulfstream Aerospace | США                | пасажирський літак/літак VIP-класу                                          | 1998                  | 4                                |                                         |
| 4  | C-40A «Кліппер»          |      | Boeing               | США                | пасажирський літак/літак VIP-класу                                          | 2001                  | 17                               |                                         |
| 5  | C-130T «Геркулес»        |      | Lockheed Martin      | США                | військово-транспортний літак                                                | 1956                  | 15                               |                                         |
| 6  | UC-12 «Гурон»            |      | Beechcraft           | США                | військово-транспортний літак                                                | 1974                  | 14                               |                                         |
| 7  | C-26D «Метролайнер»      |      | Fairchild Aircraft   | США                | військово-транспортний літак                                                | 1989                  | 6                                |                                         |
| 8  | KC-130T                  |      | Lockheed Martin      | США                | літак-заправник                                                             |                       | 5                                |                                         |
| 9  | E-2C/D «Гокай»           |      | Northrop Grumman     | США                | палубний літак дальнього радіолокаційного виявлення і наведення             |                       | 81                               |                                         |
| 10 | E-6B «Мерк'юрі»          |      | Boeing               | США                | стратегічний літак, літак управління і зв'язку і повітряний командний пункт | 1989                  | 16                               |                                         |
| 11 | EA-18G «Ґраулер»         |      | Boeing               | США                | палубний літак радіоелектронної боротьби і протидії                         | 2009                  | 155                              |                                         |
| 12 | EP-3E ARIES II           |      | Lockheed Corporation | США                | літак РЕР                                                                   |                       | 12                               |                                         |
| 13 | F-5F/N «Тайґер» II       |      | Northrop Corporation | США                | багатоцільовий легкий винищувач                                             |                       | 29                               | для навчання в ролі противника          |
| 14 | F-16D «Файтінг Фалкон»   |      | General Dynamics     | США                | винищувач/навчально-тренувальний літак                                      | 1978                  | 14                               | для навчання в ролі противника          |
| 15 | F/A-18E/F «Супер Горнет» |      | Boeing               | США                | палубний багатоцільовий винищувач-бомбардувальник                           | 1999                  | 512                              | F/A-18E та F/A-18F                      |
| 16 | F-35C «Лайтнінг» II      |      | Lockheed Martin      | США                | палубний винищувач                                                          | 2016                  | 21                               | 260 планується                          |
| 17 | P-3 «Оріон»              |      | Lockheed Martin      | США                | протичовновий/розвідувальний літак                                          | 1962                  | 37                               | поступово замінюється на P-8 «Посейдон» |
| 18 | P-8 «Посейдон»           |      | Boeing               | США                | протичовновий/патрульний літак                                              | 2013                  | 91                               | 24 ще у замовленні                      |
| 19 | T-6A «Тексан» II         |      | Hawker Beechcraft    | США                | навчально-тренувальний літак                                                | 2001                  | 294                              | 29 ще на замовленні                     |
| 20 | T-44A                    |      | Beechcraft           | США                | навчально-тренувальний літак                                                | 1964                  | 57                               |                                         |
| 21 | T-45C «Ґосгок»           |      | McDonnell Douglas    | США                | палубний навчально-тренувальний літак                                       | 1991                  | 194                              |                                         |
| 22 | UC-35D                   |      | Cessna               | США                | багатоцільовий літак                                                        |                       | 1                                |                                         |

#### БПЛА
| № | Назва              | Фото | Компанія-розробник               | Країна виробництва | Роль                                                     | Надійшов на озброєння | К-сть, що перебуває на озброєнні | Прим.          |
| - | ------------------ | ---- | -------------------------------- | ------------------ | -------------------------------------------------------- | --------------------- | -------------------------------- | -------------- |
| 1 | MQ-4C «Тритон»     |      | Northrop Grumman                 | США                | стратегічний розвідувальний безпілотний літальний апарат | 2019                  | 2                                | 68 планується  |
| 2 | «СканІгл»          |      | Insitu                           | США                | легкий тактичний безпілотний літальний апарат            |                       |                                  |                |
| 3 | RQ-21A «Блекджек»  |      | Boeing Defense, Space & Security | США                | легкий тактичний безпілотний літальний апарат            |                       |                                  |                |
| 4 | MQ-8B «Файр Скаут» |      | Northrop Grumman                 | США                | безпілотний гелікоптер                                   | 2009                  | 27                               | заплановано 96 |

#### Конвертоплани
| № | Назва           | Фото | Компанія-розробник  | Країна виробництва | Роль                                            | Надійшов на озброєння | К-сть, що перебуває на озброєнні | Прим.                       |
| - | --------------- | ---- | ------------------- | ------------------ | ----------------------------------------------- | --------------------- | -------------------------------- | --------------------------- |
| 1 | CMV-22 «Оспрей» |      | Bell Textron/Boeing | США                | конвертоплан вертикального злету та приземлення |                       | 1                                | планується закупівля 48 од. |

#### Вертольоти
| № | Назва                  | Фото | Компанія-розробник | Країна виробництва | Роль                                                           | Надійшов на озброєння | К-сть, що перебуває на озброєнні | Прим. |
| - | ---------------------- | ---- | ------------------ | ------------------ | -------------------------------------------------------------- | --------------------- | -------------------------------- | ----- |
| 1 | MH-53E «Сі Драгон»     |      | Sikorsky Aircraft  | США                | мінний тральщик дальньої дії військово-транспортний гелікоптер |                       | 27                               |       |
| 2 | MH-60 «Сі Гок»         |      | Sikorsky Aircraft  | США                | багатоцільовий/протичовновий вертоліт                          |                       | 508                              |       |
| 3 | TH-57B/C «Сі Рейнджер» |      | Bell Helicopter    | США                | навчальний вертоліт                                            |                       | 114                              |       |

### Корпус морської піхоти США

#### Літаки
| №  | Назва                    | Фото | Компанія-розробник   | Країна виробництва | Роль                                              | Надійшов на озброєння | К-сть, що перебуває на озброєнні                   | Прим.                                    |
| -- | ------------------------ | ---- | -------------------- | ------------------ | ------------------------------------------------- | --------------------- | -------------------------------------------------- | ---------------------------------------- |
| 1  | C-20G                    |      | Gulfstream Aerospace | США                | військово-транспортний літак/літак бізнес-класу   | 1983                  | 2                                                  |                                          |
| 2  | F/A-18A «Горнет»         |      | McDonnell Douglas    | США                | палубний багатоцільовий винищувач-бомбардувальник |                       | 55 (36 — у строю, 7 — навчальні, 12 — у резерві)   | З 2019 року замінюється на F-35B/C       |
| 3  | F/A-18B «Горнет»         |      | McDonnell Douglas    | США                | палубний багатоцільовий винищувач-бомбардувальник |                       | 7 (4 — навчальні, 3 — у резерві)                   | З 2019 року замінюється на F-35B/C       |
| 4  | F/A-18C «Горнет»         |      | McDonnell Douglas    | США                | палубний багатоцільовий винищувач-бомбардувальник |                       | 119 (60 — у строю, 12 — навчальні, 47 — у резерві) | З 2019 року замінюється на F-35B/C       |
| 5  | F/A-18D «Горнет»         |      | McDonnell Douglas    | США                | палубний багатоцільовий винищувач-бомбардувальник |                       | 92 (48 — у строю, 20 — навчальні, 24 — у резерві)  | З 2023 року буде замінюватися на F-35B/C |
| 6  | F-35B «Лайтнінг» II      |      | Lockheed Martin      | США                | винищувач                                         | 2016                  | 57 (32 — у строю, 25 — навчальні)                  | Планується 353 F-35B та 67 F-35C         |
| 7  | F-5N «Тайґер» II         |      | Northrop Corporation | США                | багатоцільовий легкий винищувач                   |                       | 12                                                 | для навчання в ролі противника           |
| 8  | KC-130T                  |      | Lockheed Martin      | США                | літак-заправник                                   |                       | 12                                                 | Поступово замінюються на KC-130J         |
| 9  | KC-130J «Супер Геркулес» |      | Lockheed Martin      | США                | літак-заправник                                   |                       | 52                                                 |                                          |
| 10 | UC-12W «Гурон»           |      | Beechcraft           | США                | багатоцільовий літак                              |                       | 8                                                  |                                          |
| 11 | UC-12M «Гурон»           |      | Beechcraft           | США                | багатоцільовий літак                              |                       | 2                                                  |                                          |
| 12 | UC-12F «Гурон»           |      | Beechcraft           | США                | багатоцільовий літак                              |                       | 4                                                  |                                          |
| 13 | UC-35D «Сайтейшен»       |      | Cessna               | США                | багатоцільовий літак                              |                       | 10                                                 |                                          |
| 14 | UC-35C «Сайтейшен»       |      | Cessna               | США                | багатоцільовий літак                              |                       | 2                                                  |                                          |
| 15 | AV-8B «Гаррієр» II       |      | McDonnell Douglas    | США                | штурмовик вертикального злету та приземлення      |                       | 97                                                 |                                          |
| 16 | TAV-8B «Гаррієр» II      |      | McDonnell Douglas    | США                | навчально-тренувальний літак                      |                       | 13                                                 | Замінюється на F-35B                     |

#### Вертольоти
| № | Назва                   | Фото | Компанія-розробник | Країна виробництва | Роль                              | Надійшов на озброєння | К-сть, що перебуває на озброєнні                  | Прим.                                             |
| - | ----------------------- | ---- | ------------------ | ------------------ | --------------------------------- | --------------------- | ------------------------------------------------- | ------------------------------------------------- |
| 1 | AH-1W «Супер Кобра»     |      | Bell Helicopter    | США                | ударний вертоліт                  | 1986                  | 55                                                | Відбувається модернізація до рівня AH-1Z «Вайпер» |
| 2 | AH-1Z «Вайпер»          |      | Bell Helicopter    | США                | ударний вертоліт                  | 2010                  | 90                                                |                                                   |
| 3 | CH-53E «Супер Сталліон» |      | Sikorsky Aircraft  | США                | десантно-транспортний вертоліт    |                       | 112 (96 — у строю, 10 — навчальні, 6 — у резерві) | Замінюється на CH-53K «Кінг Сталліон»             |
| 4 | UH-1Y «Веном»           |      | Sikorsky Aircraft  | США                | багатоцільовий вертоліт           |                       | 122                                               |                                                   |
| 5 | VH-3D «Сі Кінг»         |      | Sikorsky Aircraft  | США                | багатоцільовий вертоліт VIP-класу |                       | 11                                                | Marine One                                        |
| 6 | VH-60N «Вайтгок»        |      | Sikorsky Aircraft  | США                | багатоцільовий вертоліт VIP-класу |                       | 8                                                 | Marine One                                        |
| 7 | K-MAX                   |      | Sikorsky Aircraft  | США                | транспортно-вантажний вертоліт    |                       | 1                                                 |                                                   |

#### Конвертоплани
| № | Назва           | Фото | Компанія-розробник  | Країна виробництва | Роль                                            | Надійшов на озброєння | К-сть, що перебуває на озброєнні | Прим.         |
| - | --------------- | ---- | ------------------- | ------------------ | ----------------------------------------------- | --------------------- | -------------------------------- | ------------- |
| 1 | MV-22B «Оспрей» |      | Bell Textron/Boeing | США                | конвертоплан вертикального злету та приземлення | 2006                  | 300                              | 360 замовлено |

#### БПЛА
| № | Назва              | Фото | Компанія-розробник               | Країна виробництва | Роль                                          | Надійшов на озброєння | К-сть, що перебуває на озброєнні | Прим. |
| - | ------------------ | ---- | -------------------------------- | ------------------ | --------------------------------------------- | --------------------- | -------------------------------- | ----- |
| 1 | RQ-7B «Шедов»      |      | AAI Corporation                  | США                | тактичний БПЛА                                |                       | 50                               |       |
| 2 | RQ-11 «Рейвен»     |      | AeroVironment                    | США                | малий розвідувальний БПЛА                     |                       |                                  |       |
| 3 | «СканІгл»          |      | Insitu                           | США                | легкий тактичний безпілотний літальний апарат |                       |                                  |       |
| 4 | «Світчблейд»       |      | AeroVironment                    | США                | БПЛА-камікадзе                                | 2012                  |                                  |       |
| 5 | RQ-20 «Пума»       |      | AeroVironment                    | США                | легкий тактичний розвідувальний БПЛА          | 2008                  |                                  |       |
| 6 | RQ-21A «Блекджек»  |      | Boeing Defense, Space & Security | США                | легкий тактичний безпілотний літальний апарат |                       |                                  |       |
| 7 | MQ-8B «Файр Скаут» |      | Northrop Grumman                 | США                | безпілотний гелікоптер                        | 2009                  | 27                               |       |

### Берегова охорона США

#### Літаки
| № | Назва                  | Фото | Компанія-розробник   | Країна виробництва | Роль                               | Надійшов на озброєння | К-сть, що перебуває на озброєнні | Прим.                  |
| - | ---------------------- | ---- | -------------------- | ------------------ | ---------------------------------- | --------------------- | -------------------------------- | ---------------------- |
| 1 | HC-27J «Спартан»       |      | Alenia Aeronautica   | США/ Італія        | пошуково-рятувальний літак         |                       | 14                               |                        |
| 2 | C-37A                  |      | Gulfstream Aerospace | США                | пасажирський літак/літак VIP-класу |                       | 1                                |                        |
| 3 | C-37B                  |      | Gulfstream Aerospace | США                | пасажирський літак/літак VIP-класу |                       | 1                                |                        |
| 4 | HC-130H «Геркулес»     |      | Lockheed Corporation | США                | пошуково-рятувальний літак         |                       | 14                               | замінюється на HC-130J |
| 5 | HC-130J «Кінг» II      |      | Lockheed Martin      | США                | пошуково-рятувальний літак         |                       | 12                               |                        |
| 6 | HC-144A «Оушен Сентрі» |      | Airbus Military      | США/ Іспанія       | пошуково-рятувальний літак         | 2009                  | 15                               |                        |
| 7 | HC-144B «Мінотавр»     |      | Airbus Military      | США/ Іспанія       | пошуково-рятувальний літак         |                       | 3                                |                        |

#### Вертольоти
| № | Назва            | Фото | Компанія-розробник | Країна виробництва | Роль                                        | Надійшов на озброєння | К-сть, що перебуває на озброєнні | Прим. |
| - | ---------------- | ---- | ------------------ | ------------------ | ------------------------------------------- | --------------------- | -------------------------------- | ----- |
| 1 | MH-60T «Джейгок» |      | Sikorsky Aircraft  | США                | рятувальний вертоліт середнього радіусу дії |                       | 42                               |       |
| 2 | MH-65D «Долфін»  |      | Airbus Helicopters | США/ Франція       | рятувальний вертоліт короткого радіусу дії  |                       | 95                               |       |
| 3 | MH-65E «Долфін»  |      | Airbus Helicopters | США/ Франція       | рятувальний вертоліт короткого радіусу дії  |                       | 3                                |       |